# Campionato bhutanese di calcio
Il calcio si diffuse in Bhutan a partire dagli anni cinquanta del XX secolo, il primo campionato di cui si ha notizia è quello del 1986 che fu vinto dalla squadra dell'esercito.

## Formula
Il campionato di calcio del Bhutan è composto da vari tornei organizzati in maniera gerarchica. Sino al 2012 la massima serie era la A-Division che raccoglieva esclusivamente squadre provenienti dalla capitale Thimphu e dai dintorni, questo era causato dalla carenza di strutture adeguate per disputare le partite e infatti tutte le gare si svolgevano in un unico impianto, lo stadio Changlimithang, rendendo molto costose le trasferte per i club esterni alla capitale.
Nel 2012 due fattori hanno permesso di modificare l'organizzazione dei campionati. Il primo è stato la posa di un manto erboso sintetico allo stadio Changlimithang, operazione interamente finanziata dalla FIFA, che consente di organizzare partite durante tutto l'arco dell'anno mentre il precedente campo naturale non poteva essere sfruttato durante la stagione delle piogge monsoniche. Il secondo è stato la sponsorizzazione di una multinazionale straniera che ha garantito alla federazione i fondi necessari per organizzare per la prima volta un campionato nazionale, denominato Bhutan National League, a cui prendono parte anche squadre provenienti dagli altri distretti del paese. 
Alla prima edizione (2012-13) hanno preso parte 6 squadre provenienti da 4 differenti distretti.
Nel 2019 la massima serie ha assunto il nome di Premier League, la seconda serie il nome di Super League e la terza serie il nome di Lega Dzongkhag.
Un'altra modifica al sistema ha soppresso la Super League e della C-Division nel 2020, unendo la prima lega alla Premier League e la seconda alla Lega Dzongkhag. Nel 2022 è stato introdotto un nuovo modo per qualificarsi alla Premier League, attraverso un torneo a eliminazione diretta.

## Struttura
| Livello | Divisioni                      |
| ------- | ------------------------------ |
| 1       | Premier League 10 squadre      |
| 2       | Lega Dzongkhag diverse squadre |